# Purísima
Purísima de la Concepción es un municipio colombiano ubicado en el departamento de Córdoba. Limita al norte con San Antero y el departamento de Sucre al este con este departamento y el municipio de Momil, al sur con Santa Cruz de Lorica y al oeste con Santa Cruz de Lorica y San Antero.

## Reseña histórica
La historia del Municipio de Purísima de la Concepción se remonta al congregado de pueblos enviado directamente por la Corona española, Don Antonio de la Torre y Miranda, lo situó en el lugar actual y le colocó a la villa el nombre de Purísima de la Concepción, el día 10 de mayo de 1777, tras enfrentarse a un asentamiento de indígenas al mando del Cacique Yapé y reunir diversas familias españolas dispersas en la región.
Purísima fue erigido a la categoría de Municipio por medio de la Ordenanza 021 de 1934, emanada de la Honorable Asamblea Departamental de Bolívar, comprendiendo en ese entonces los territorios que hoy pertenecen al Municipio de Momil, los cuales se segregaron en el año de 1963, por medio de Ordenanza de la Asamblea Departamental de Córdoba, a la cual quedaron adscritos dichos territorios tras la expedición de la Ley 9 de 1952.
El crecimiento de la cabecera muestra variadas etapas, en los años 20, al ya existente San Juan de las Palmas, se sumaron los barrios El Brillante Pozo y El Tamarindo. Para 1945, surgen los barrios El zumbao y El Bugre, para que posteriormente, en la década de 1950 aparecieran los demás barrios, entre ellos Laureano Gómez, San Rafael, La Candelaria, Buenos Aires, Los Caracoles,  Juan XXIII (anterior Tamarindo), San Francisco (antiguo Bugre), El centro y San Frenando (antiguamente Los Pocitos). El desarrollo de la malla urbana puede apreciarse en el mapa correspondiente.

## División Político-Administrativa
Además de su Cabecera municipal. Purísima de la Concepción tiene bajo su jurisdicción los siguientes centros poblados:
- Los Corrales
- Aserradero
- El Hueso
- San Pedro de Arroyo Hondo

### Localización
| Noroeste: San Antero | Norte: Momil | Nordeste: Momil |
| Oeste: Lorica        |              | Este: Momil     |
|                      |              |                 |

## Sector primario
La agricultura constituye el más importante renglón de la economía municipal registrando los más altos ingresos que no registra ningún otro factor económico en el municipio. Está representada por cultivos de carácter transitorio, permanente y semipermanente. Los de mayor importancia son los primeros y entre ellos destacan el arroz, el maíz, yuca, frijol, ñame, patilla y diversas hortalizas.
La actividad agrícola se encuentra representada por dos dimensiones ; una tradicional y de baja tecnificación predominante en el municipio y que corresponde a lo llamado Economía Campesina ; y otra apenas incipiente comercial tecnificada de medianos y grandes propietarios.
La producción de la economía campesina es la predominante, puesto que se concentra en 1.300 hectáreas sembradas de maíz tradicional, 930 con yuca y 200 hectáreas al arroz secano tradicional. A pesar de la escasa rentabilidad del cultivo del maíz, representada en altos costos de insumos y poco aumento de su precio de venta, sigue siendo el cultivo bandera de la región, ya que es el que presenta mayores facilidades de comercialización.
Las zonas agrícolas se encuentran en su mayoría en las comunidades de los Medinas, Bijao, Malena y Arenal, con baja tecnificación y con vías de acceso en mal estado e inexistentes en algunos casos, por lo que el desarrollo de la actividad es sumamente difícil.
Ganadería. El epicentro de esta actividad, es la cabecera municipal y los corregimientos de Aserradero y El Hueso, donde se ubican propiedades de cierto tamaño y esta la mayor concentración de hectáreas dedicadas a pasto. La ganadería es de carácter extensivo, con una densidad de semovientes de entre una y dos hectáreas por cabeza y representando el 38%del área total de la zona rural.
Pesca. La actividad se encuentra ligada a los periodos naturales de invierno y verano, en las primeras, la oferta natural del pescado aumenta facilitando su captura, lo contrario a la época seca, donde se dificulta su extracción y debe aumentarse el número de horas que se invierten en la actividad.
En el ecosistema natural se pueden encontrar especies de Bocachico, Doncella, Mojarra Amarilla, Dorada, Picuda, Sábalo, Moncholo, Cachama, Yalúa, Comelón y Blanquillo. En la actualidad se estudia un posible cambio sobre la producción piscícola, ya que con la construcción de la hidroeléctrica de Urrá, se evitó el normal recorrido de las especies, lo que interrumpió el proceso de estimulación y desarrollo, reflejándose en una marcada tendencia a la disminución y virtual desaparición de las especies nativas.
Actividad Extractiva . La forma de explotación de canteras es de carácter artesanal y a pequeña escala, para ello los obreros en forma manual, con herramientas propias para la actividad extraen la piedra y el material de balastro sucio. No hay explotación de tipo tecnificado.
En el sistema extractivo de cantera los obreros carecen de reales condiciones de seguridad en el proceso extractivo, mucho menos seguro de salud que los ampare ante cualquier accidente de trabajo.
Las empresas no tienen compromisos con el trabajador porque los controlan por producción ; en realidad son trabajadores que laboran en la explotación por día o por volco lleno. El destino de la producción es principalmente para el mantenimiento de caminos veredales del Municipio y llenado de lotes en el casco urbano y municipios vecinos.
La ubicación de las canteras es en los Corregimientos El Hueso ( produce balastro y triturado de buena calidad ), Cerro Petrona ( produce balastro ) y sobre el cauce del Arroyo Bijao, cerca del sector urbano se extrae arena para la construcción.
Distribución de la Propiedad Rural : En el Municipio de Purísima, se presenta la masiva presencia de predios cuyas arreas superficiales no exceden las 15 hectáreas, por lo que se puede afirmar que existe un predominio del minifundio en el territorio. Sin embargo, se puede apreciar que la superficie de mayor, se encuentra entre los predios de 15 a 100 hectáreas, lo que da lugar a la existencia de predios medianos en dichos rangos y que se convierten en el rasgo mayoritario del territorio, como se puede apreciar en el siguiente cuadro :
Distribución de la propiedad rural :
| RANGO            | N.º PREDIOS | SUPERFICIE  | AVALUOS       |
| ---------------- | ----------- | ----------- | ------------- |
| < 1 ha           | 183         | 49,9512     | 12.494.000    |
| 1 - 3 ha         | 177         | 320,0694    | 266.072.000   |
| 3 - 5 ha         | 127         | 475,0446    | 366.190.000   |
| 5 - 10 ha        | 228         | 1.660,0878  | 1.112.296.000 |
| 10 - 15 ha       | 104         | 1.241,2554  | 783.590.000   |
| 15 - 20 ha       | 66          | 1.152,7267  | 808.044.000   |
| 20 - 50 ha       | 90          | 2.765,2075  | 1.729.428.000 |
| 50 - 100 ha      | 17          | 1.118,1870  | 715.963.000   |
| 100 - 200 ha     | 9           | 1.115,9832  | 1.094.892.000 |
| 200 - 500 ha     | 1           | 224,0000    | 152.249.000   |
| 500 - 1.000 ha   | 0           | 0           | 0             |
| 1.000 - 2.000 ha | 1           | 1.493,0000  | 229.240.000   |
| > 2.000 ha       | 0           | 0           | 0             |
| TOTALES          | 1.003       | 11.615,5128 | 7.379.458.000 |

Fuente : IGAC Seccional Córdoba.
Centros de acopio y distribución. En la actualidad no se cuenta con un Centro de Acopio propiamente dicho, si bien la Administración Municipal dio los primeros pasos para la solución del problema, acometiendo la construcción de una plaza de mercado que se encuentra completamente terminada, preparándose para la puesta en funcionamiento en un tiempo relativamente corto, para así iniciar las acciones que conlleven al abastecimiento del casco urbano y su área de influencia comercial. Se recomienda se adelanten las acciones que lleven a la construcción de un sitio similar en la zona de Aserradero - El Hueso, de modo que pueda aprovecharse la vocación agrícola de dichas zonas para el abastecimiento de productos de primera necesidad.

## Servicios públicos
- Energía Eléctrica: Afinia, del grupo EPM, es la empresa prestadora del servicio de energía eléctrica.
- Gas Natural: Surtigas es la empresa distribuidora y comercializadora de gas natural en el municipio.